# Bazzania vietnamica
Bazzania vietnamica là một loài Rêu trong họ Lepidoziaceae. Loài này được Pocs mô tả khoa học đầu tiên năm 1969.